# Studnica (jezioro na Równinie Wałeckiej)
Studnica – jezioro na Równinie Wałeckiej, położone w woj. zachodniopomorskim, w powiecie drawskim, gminie Wierzchowo, należące do zlewni Odry.
Powierzchnia jeziora wynosi 28 ha.
Na zachód od jeziora biegnie droga wojewódzka nr 177, natomiast na południowy wschód leży mniejsze jezioro Studniczka.